# 合一堂香港堂

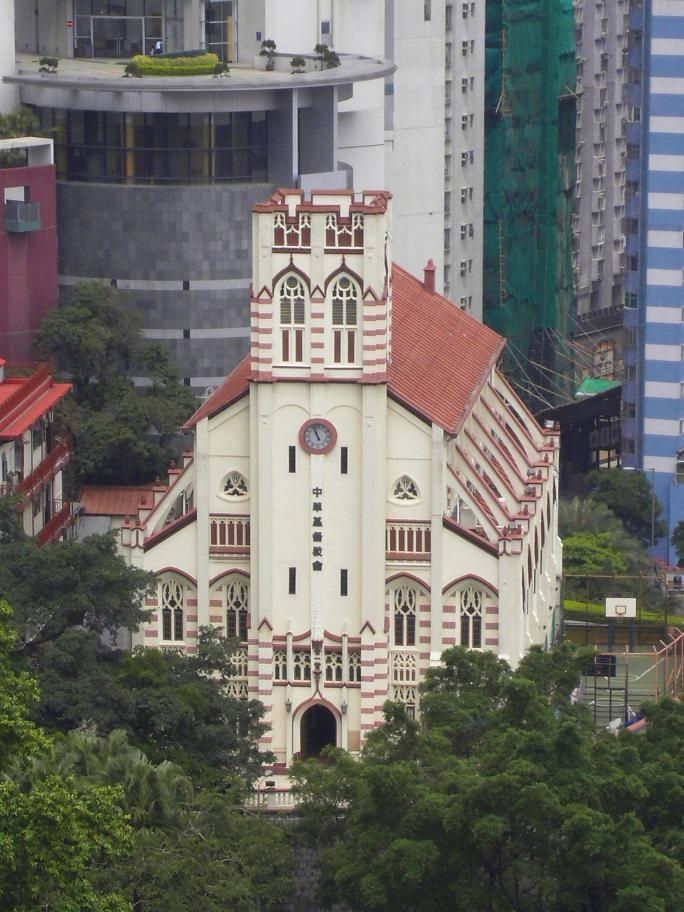
合一堂香港堂

合一堂香港堂（ごういつどうほんこんどう）、は香港の中華基督教会の教会である。香港島半山区般咸道2号に位置し、1926年に竣工した。現在は香港一級歴史建築のリストアップされている。
合一堂香港堂は香港初の中華系信者の出資によって創立した教会であり、幼稚園を併設している。外観はネオ・ゴシック様式である。